# Río Miel
El río Miel es un curso de agua del este de la isla de Cuba, que desemboca en el océano Atlántico.

## Curso
Nace en las Cuchillas de Baracoa y, después de un curso relativamente corto, termina por desembocar en el Atlántico al este de Baracoa, en la playa de la Miel. Aparece descrito en el cuarto tomo del Diccionario geográfico, estadístico, histórico, de la isla de Cuba de Jacobo de la Pezuela de la siguiente manera:

Miel. (rio) Baja de las cuchillas de Baracoa, y despues de recorrer un corto trecho, entra en el mar por la playa de su nombre cerca y al E. de la ciudad de Baracoa, para cuyos habitantes sirve de aguada.
(Pezuela, 1866, p. 93)